# Canal de Manlleu
El Canal de Manlleu és una obra de Manlleu (Osona) inclosa a l'Inventari del Patrimoni Arquitectònic de Catalunya.

## Descripció
És un canal construït amb còdols de riu que segueix el riu Ter en el seu pas a Manlleu. Nombrosos ponts el creuen per comunicar la ciutat amb el riu, però és la seva derivació industrial el que el fa tant o més important que la construcció del pont sobre el riu Ter al segle xv.

## Història
A Manlleu la industrialització està relacionada amb el riu, però sobretot amb el canal industrial que té antecedents en la séquia que des de 1769 feia funcionar el molí de dalt o d'en Miarons (actual molí de Can Vinyes) que a partir de 1829 s'aprofità per fer anar la fàbrica tèxtil adossada al molí. Des de 1841, quan Francesc Puget, Antoni Baixeres i Salvador Juncadelles van comprar els terrenys prop del molí per aixecar-hi les tres fàbriques. El canal es va anar eixamplant i allargant per cobrir les necessitats de les indústries que s'anaven instal·lant al costat del Ter per aprofitar-ne l'energia hidràulica.